# Love Playlist
Love Playlist (hangul: 연애플레이리스트 시즌1, RR: Yeonae Peulleiriseuteu), es una serie web surcoreana transmitida del 9 de marzo del 2017 hasta el 10 de agosto del 2019 por medio de Naver TV Cast y VLive.
El drama captura el romance y la amistad entre un grupo de estudiantes universitarios. 
El 22 de junio del 2019 se estrenó la cuarta temporada de la serie.

## Historia
Durante la primera temporada la serie sigue la vida de un grupo de amigos universitarios de la Universidad de Seoyeon y su vida diaria, así como sus relaciones amorosas y sus amistades.
Durante la segunda temporada los siete estudiantes universitarios aprenden de la manera más difícil que el romance y las relaciones no siempre son fáciles. Estar enamorado/a es difícil, pero las parejas y los amigos pueden superar cualquier cosa si se apoyan.
Durante la cuarta temporada no sólo se mostrarán al grupo de amigos a punto de graduarse y sus historias de amor, alistamiento militar, la búsqueda de trabajo y nuevas relaciones.

## Reparto

#### Personajes principales
| Actor          | Personaje       | Ocupación                                                 | N.º de episodios | Duración    |
| -------------- | --------------- | --------------------------------------------------------- | ---------------- | ----------- |
| Kim Hyung-suk  | Lee Hyun-seung  | Estudiante del Departamento de Administración de Negocios |                  | 2017 - 2019 |
| Jung Shin-hye  | Jung Ji-won     | Estudiante del Departamento de Administración de Negocios |                  | 2017 - 2019 |
| Min Hyo-won    | Kim Do-young    |                                                           |                  | 2017 - 2019 |
| Im Hwe-jin     | Kwak Jun-mo     |                                                           |                  | 2017 - 2019 |
| Kim Woo-seok   | Choi Seung-hyuk |                                                           |                  | 2017 - 2019 |
| Choi Hee-seung | Kim Min-woo     |                                                           |                  | 2017 - 2019 |
| Lee Yoo-jin    | Han Jae-in      | Estudiante del Departamento de Diseño Visual              |                  | 2017 - 2019 |
| Park Jung-woo  | Kang Yoon       | Estudiante del Departamento de Ingeniería Química         |                  | 2017 - 2019 |
| Bae Hyun-sung  | Park Ha-neul    | Estudiante del Departamento de Administración de Negocios |                  | 2018 - 2019 |
| Park Shi-an    | Jeong Pu-reum   | Estudiante del Departamento de Periodismo y Radiodifusión |                  | 2018 - 2019 |
| Kim Sae-ron    | Seo Ji-min      | Estudiante del Departamento de Economía                   |                  | 2019        |

#### Personajes secundarios
| Actor       | Personaje     | Episodio donde apareció | No. de episodios | Duración |
| ----------- | ------------- | ----------------------- | ---------------- | -------- |
| JeA         | Maestra       | 1, 2, 4, 6, 12-13       | 6                | 2019     |
| OBON (오본) | Choi Jae-hyuk | 4                       | 1                | 2019     |

#### Apariciones especiales
| Actor                   | Personaje   | Episodio donde apareció | No. de episodios | Duración |
| ----------------------- | ----------- | ----------------------- | ---------------- | -------- |
| Kim Su-hyun             | Yeo Bo-ram  | 4                       | 1                | 2019     |
| Ryu Ui-hyun             | Cha Gi-hyun | 4                       | 1                | 2019     |
| Lee Chan-hyung (이찬형) | Han Jae-hee | 16                      | -                | 2019     |
| Jung Hwi-young (정희영) | Kim Ba-da   | 12                      | 1                | 2019     |

## Episodios
Hasta ahora la serie web ha lanzado 4 temporadas y un especial, emitiendo 34 episodios. 
La mayoría de dichos episodios son contados desde el punto de vista de un personaje específico.
- La primera temporada fue emitida del 9 de marzo al 1 de abril del 2017 y estuvo conformada por 8 episodios, transmitidos todos los jueves y sábados a las 9:00 (KST).[5][6]
- La segunda temporada se transmitió del 29 de junio al 12 de agosto del 2017 y emitió 12 episodios, todos los jueves y sábados.[7][8]
- La tercera temporada fue emitida del 20 de septiembre al 25 de octubre del 2018 y estuvo conformada por 12 episodios los jueves y sábados.[9][10]
- La cuarta temporada se estrenó el 19 de junio del 2019, y estuvo conformada por 16 episodios, los cuales fueron emitidos regularmente todos los miércoles y sábados, hasta el final de la temporada el 10 de agosto del mismo año.[11][12]

### Spin-offs

#### Pu Reum's Vlog
El especial fue titulado "Pu Reum's Vlog" y fue emitido del 1 de marzo al 5 de marzo del 2019 y estuvo conformada por 2 episodios, los cuales se emitieron el martes y viernes. En el especial aparecieron los actores Park Shi-an, Bae Hyun-sung, Kim Hyung-suk, Jung Shin-hye y Min Hyo-won. Hyung-suk y Shin-hye aparecieron durante el primer episodio, mientras que Hyo-won apareció durante el segundo episodio.

#### Dear.M
El spin-off de la serie será titulado "Dear.M" y será estrenado a principios del 2021 a través de KBS2. El actor Bae Hyun-sung se unirá al elenco principal donde volverá a interpretar a Park Ha-neul. Las actrices Noh Jeong-eui y Park Hye-su, así como el cantante Jung Jae-hyun también se unirán al elenco principal. Jeong-eui interpretará a Seo Ji-mi papel previamente interpretado por la actriz Kim Sae-ron. Originalmente Sae-ron se había unido al elenco, sin embargo en octubre de 2020 se anunció que había decidido dejar la serie debido a diferencias. Por otro lado Lee Jin-hyuk, Woo Da-vi, Hwang Bo Reum Byul, Lee Jung-shik y Eunbin se unirán al elenco recurrente de la serie.

## Música

### Segunda temporada
El OST de la segunda temporada fue distribuida por "Loen Entertainment" (로엔엔터테인먼트) y estuvo conformado por 3 canciones, un OST completo y un bonus track.

#### Parte 1
| No. | Intérpretes                | Canción         | Fecha de Lanzamiento |
| --- | -------------------------- | --------------- | -------------------- |
| 1   | Brother Su y Yoo Yeon-jung | Toy (서툰 고백) | 7 de julio de 2017   |
| 2   |                            | Toy (Inst.)     | 7 de julio de 2017   |

#### Parte 2
| No. | Intérprete | Canción      | Fecha de Lanzamiento |
| --- | ---------- | ------------ | -------------------- |
| 1   | Paul Kim   | Hey (있잖아) | 21 de julio de 2017  |
| 2   |            | Hey (Inst.)  | 21 de julio de 2017  |

#### Parte 3
| No. | Intérprete   | Canción          | Fecha de Lanzamiento |
| --- | ------------ | ---------------- | -------------------- |
| 1   | Kim Na-young | If Only (그럴걸) | 28 de julio de 2017  |
| 2   |              | If Only (Inst.)  | 28 de julio de 2017  |

#### OST Completo
| No. | Intérprete                 | Canción                    | Fecha de Lanzamiento |
| --- | -------------------------- | -------------------------- | -------------------- |
| 1   | Elenco de Love Playlist 2  | Never Ending (끝이 아니야) | 19 de agosto de 2017 |
| 2   | Brother Su y Yoo Yeon-jung | Toy (서툰 고백)            | 19 de agosto de 2017 |
| 3   | Paul Kim                   | Hey (있잖아)               | 19 de agosto de 2017 |
| 4   | Kim Na-young               | If Only (그럴걸)           | 19 de agosto de 2017 |
| 5   |                            | Never Ending (Inst.)       | 19 de agosto de 2017 |
| 6   |                            | Toy (Inst.)                | 19 de agosto de 2017 |
| 7   |                            | Hey (Inst.)                | 19 de agosto de 2017 |
| 8   |                            | If Only (Inst.)            | 19 de agosto de 2017 |

#### OST Bonus Track
| No. | Intérprete         | Canción        | Fecha de Lanzamiento    |
| --- | ------------------ | -------------- | ----------------------- |
| 1   | Sugarbowl (슈가볼) | Breeze         | 7 de septiembre de 2017 |
| 2   |                    | Breeze (Inst.) | 7 de septiembre de 2017 |

### Tercera temporada
El OST de la tercera temporada fue distribuida por "Kakao M" (카카오 M) y estuvo estuvo conformado por 2 partes:

#### Parte 1
| No. | Intérpretes | Canción         | Fecha de Lanzamiento     |
| --- | ----------- | --------------- | ------------------------ |
| 1   | 10cm        | Perfect         | 23 de septiembre de 2018 |
| 2   |             | Perfect (Inst.) | 23 de septiembre de 2018 |

#### Parte 2
| No. | Intérpretes                                | Canción         | Fecha de Lanzamiento  | Notas                |
| --- | ------------------------------------------ | --------------- | --------------------- | -------------------- |
| 1   | Kim Min-seok (de MeloMance) & Kim Woo-seok | To You (너에게) | 11 de octubre de 2018 |                      |
| 2   | Kim Min-seok                               | Hey (있잖아)    | 11 de octubre de 2018 | (versión acústica)   |
| 3   | Paul Kim                                   | Hey (있잖아)    | 11 de octubre de 2018 |                      |
| 4   | Kim Min-seok                               | To You (너에게) | 11 de octubre de 2018 | (versión de melodía) |
| 5   | Kim Min-seok                               | To You (Inst.)  | 11 de octubre de 2018 |                      |
| 6   | Kim Min-seok                               | Hey (있잖아)    | 11 de octubre de 2018 | (versión acústica)   |

### Cuarta temporada
El OST lanzó la primera parte en julio del 2019:

#### Parte 1
| No. | Intérpretes | Canción                     | Fecha de Lanzamiento |
| --- | ----------- | --------------------------- | -------------------- |
| 1   | EXO-CBX     | Be My Love (누가 봐도 우린) | 17 de julio de 2019  |
| 2   |             | Be My Love (Inst.)          | 17 de julio de 2019  |

#### Parte 2
| No. | Intérprete | Canción          | Fecha de Lanzamiento |
| --- | ---------- | ---------------- | -------------------- |
| 1   | Suran      | Hibye?! (안녕?!) | 3 de agosto de 2019  |
| 2   |            | Hibye?! (Inst.)  | 3 de agosto de 2019  |

## Producción
La serie web también es conocida como "연플리 파일럿".
Es dirigida por Shin Jae-rim (신재림), quien cuenta con el apoyo del guionista Lee Seul (이슬) y del productor Park Jin-ho (박진호) así como del productor en jefe Lee Seul (이슬).
Cuenta con el apoyo de la compañía productora "Playlist Studio", la principal productora de dramas web en Corea. 

### Recepción
La serie web ha sido bien recibida por el público y ha acumulado más de 400 millones de visitas.